# Phasmophobia (jogo eletrônico)
Phasmophobia é um jogo de terror de sobrevivência independente desenvolvido e publicado pela Kinetic Games. O jogo foi disponibilizado para acesso antecipado por meio da Steam para Microsoft Windows em setembro de 2020 e foi lançado no Xbox Series X/S e PlayStation 5 em 29 de outubro de 2024, junto com suporte para realidade virtual. O jogo recebeu um grande influxo de popularidade no mês seguinte devido a muitos streamers e YouTubers muito conhecidos terem jogado, principalmente na temporada de Halloween. Em 15 de outubro de 2020, o jogo era o sexto jogo mais popular no Twitch e o jogo mais vendido no Steam globalmente.

## Jogabilidade
O jogador assume o controle de um membro de um grupo de até quatro jogadores, no papel de exploradores urbanos caçadores de fantasmas, que são contratados para lidar com fantasmas que habitam diferentes instalações abandonadas como casas, escolas, prisões e hospitais. O jogo apresenta 24 variedades diferentes de fantasmas, cada uma das quais se comportando de maneiras diferentes. Os tipos de fantasmas são: Banshee, Demon, Deogen, Goryo, Hantu, Jinn, Mare, Moroi, Myling, Obake, Oni, Onryo, Phantom, Poltergeist, Raiju, Revenant, Shade, Spirit, Thaye, The Mimic (O Mímico), The Twins (Os Gêmeos), Wraith, Yokai e Yurei. Para descobrir que tipo de fantasma eles encontraram, os jogadores devem coletar evidências sobre o fantasma. O objetivo final do jogo não é derrotar os fantasmas, mas sim coletar informações suficientes sobre eles, enquanto ao final de cada missão os jogadores são pagos. Os jogadores se comunicam por chat de voz, que o próprio fantasma ouve e reage. Os jogadores podem usar diferentes equipamentos para ajudar em sua missão, como lanternas UV, termômetros, leitores EMF, câmeras de CFTV, crucifixos e tabuleiros Ouija. Essas ferramentas podem ser utilizadas para diversos meios, como comunicação, investigação, proteção e coleta de pistas.

## Desenvolvimento e lançamento

### Lançamento
O jogo foi visto pela primeira vez em 6 de março de 2020, quando sua página Steam tornou-se pública. Um trailer de anúncio foi lançado três meses depois, anunciando suporte VR adicional e uma data de lançamento para acesso antecipado. Em 18 de setembro de 2020, o jogo foi lançado com acesso antecipado por US$ 14. Após o lançamento, o jogo recebeu duas atualizações importantes relacionadas à correção de bugs na semana seguinte. Dknighter, o fundador e único membro da Kinetic Games, afirmou que espera lançar o jogo completo em 2021. No entanto, até que isso aconteça, ele planeja manter o preço do jogo o mesmo. Um dos objetivos do desenvolvedor para o jogo é oferecer suporte ao Oculus Quest para o jogo, junto com outras ideias de jogo, como fantasmas jogáveis. Durante o desenvolvimento do jogo após o lançamento do acesso antecipado, um dos principais objetivos das atualizações era melhorar a IA dos fantasmas, tornando-os mais inteligentes e menos previsíveis e, consequentemente, mais difíceis de lidar para os jogadores. De acordo com a Kinetic Games, não há planos atuais de trazer o jogo para o PlayStation 4.

### Popularidade
Embora tenha sido lançado pela primeira vez em meados de setembro, o jogo começou a ganhar força no início de outubro, quando estava sendo jogado por muitos streamers e YouTubers notáveis do Twitch, como PewDiePie, SwagDracula, xQc, Pokimane, Jacksepticeye, Sodapoppin e Markiplier. Isso provavelmente se deve ao fato de o jogo ter acesso antecipado no início da temporada de Halloween, além de ser semelhante em popularidade à sua inspiração PT. Também pode ser devido ao início da segunda onda da Pandemia de COVID-19 fazendo com que muitas pessoas fiquem em casa. Com o influxo de jogadores devido à grande quantidade de streamers populares jogando o jogo, os hackers se espalharam durante as últimas semanas do lançamento do jogo, principalmente tentando ajudar os jogadores a gerar uma quantidade infinita de itens. Um dos exemplos mais preocupantes de hacking foram os stream snipers, que exibiam conteúdo NSFW, provavelmente fazendo com que os streamers recebessem avisos e banimentos por conteúdo impróprio. Os devs em seguida, começaram a trabalhar em atualizações para resolver o problema.
No Twitch, o jogo cresceu exponencialmente e até chegou ao top 5 de jogos mais vistos em meados de outubro, ultrapassando jogos como Among Us, Fortnite Battle Royale, FIFA 21 e Genshin Impact. De acordo com o rastreador de jogadores online GitHyp, o jogo atingiu um pico de 86.000 jogadores ativos por volta de 10 de outubro. O jogo se tornou um campeão de vendas do Steam, e no final de 18 de outubro de 2020, era o jogo mais vendido da semana, vencendo Fall Guys e as pré-vendas de Cyberpunk 2077. O jogo é atualmente o jogo mais vendido no Steam por duas semanas consecutivas.

## Recepção
Phasmophobia recebeu críticas positivas dos críticos. Rich Stanton, da PC Gamer, chamou-o de "o melhor jogo de fantasma já feito", além de declarar que era "diferente de tudo que eu já joguei". Cass Marshall, escrevendo para o Polygon, também deu uma crítica positiva, descrevendo-o como "um tipo de terror agradável e aconchegante" e que "uma vez que [começa] é brilhante", ao mesmo tempo que descobriu que o jogo tinha vários bugs. Jeuxvideo.com descreveu o jogo como sendo bastante original e imaginativo, além de ser assustador. Eles sentiram que os mapas do jogo foram bem planejados e que o nível de progressão foi bem definido. Embora a análise tenha criticado o jogo por suas animações e certas redundâncias, eles sentiram que provavelmente seriam suavizados com atualizações constantes antes do lançamento do jogo. Uma análise da CBR descreveu o jogo como "o jogo perfeito para a temporada de Halloween", elogiando-o por seus jump scares únicos, e por seu design de som. O jogo foi comparado a muitos outros jogos de terror, como Friday the 13th: The Game e Dead by Daylight.

### Prêmios e indicações
| Prêmio               | Data da cerimônia      | Categoria                        | Resultado | Ref.   |
| -------------------- | ---------------------- | -------------------------------- | --------- | ------ |
| The Game Awards 2020 | 10 de dezembro de 2020 | Melhor jogo de estreia           | Venceu    | [ 35 ] |
| Steam Awards 2020    | 3 de janeiro de 2021   | Jogo do Ano de Realidade Virtual | Indicado  | [ 36 ] |